# المعهد الملكي للثقافة الأمازيغية
المعهد الملكي للثقافة الأمازيغية (ِبالأمازيغية: ⴰⵙⵉⵏⴰⴳ ⴰⴳⵍⴷⴰⵏ ⵏ ⵜⵓⵙⵙⵏⴰ ⵜⴰⵎⴰⵣⵉⵖⵜ «أسيناݣ أݣلدان ن توسّنا تَمازيغت») مؤسسة أكاديمية بالرباط عاصمة المملكة المغربية، تم إحداثها بالظهير الشريف (رقم 1-01-299 و«تتمتع بكامل الأهلية القانونية والاستقلال المالي». تم احداثها من طرف الملك محمد السادس.

## دوره
يلتزم المعهد بإبداء الرأي للملك في التدابير التي من شأنها الحفاظ على اللغة والثقافة الأمازيغيتين والنهوض بهما في جميع صورهما وتعابيرهما.

## مهامه
المعهد الملكي للثقافة الأمازيغية مؤسسة للبحث العلمي: يتولى إنجاز وترجمة ونشر دراسات حول اللغة والثقافة الأمازيغيتين. ومهامه هي:
- الحفاظ عل الأمازيغية وتطويرها لغة وثقافة.
- العمل على تنفيذ السياسات التي اعتمدها صاحب الجلالة: وهي السياسات التي «تساعد على إدراج الأمازيغية في المنظومة التربوية وضمان إشعاعها في الفضاء الاجتماعي والثقافي والإعلامي الوطني والجهوي والمحلي» - الظهير الشريف، المادة 2
- تعزيز مكانة الثقافة الأمازيغية في الفضاءات الآنفة الذكر وفي تدبير الشؤون المحلية والجهوية.
- تطوير التعاون مع المؤسسات والمنظمات الوطنية والجهوية والدولية العاملة في مجالات اهتمامه.
- يتطلع المعهد إلى أن يرقى إلى مؤسسة مرجعية في مجال اللغة والثقافة الأمازيغيتين على الصعيد الوطني والشمال الإفريقي والدولي.

## هياكله
1. - الهيكلة الإدارية: مجلس الإدارة، العميد، الأمين العام، الأقسام الإدارية.
2. - الهيكلة الأكاديمية: تشتمل على سبعة مراكز للبحث مؤلفة من عدة وحدات للدراسة والبحث.

### مركز التهيئة اللغوية
وحدة المعجم - وحدة النحو،
المدير: أحمد بوكوس، أهداف المركز:

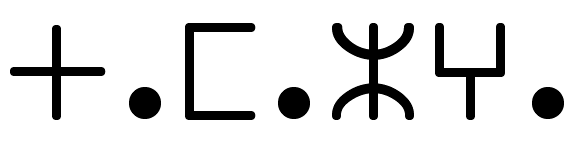
حروف من تافيناغ

- إعداد اللغة الأمازيغية قصد إدماجها في النظام التربوي، وفي وسائل الإعلام والحياة العامة.
- إنجاز مجموعة من الأعمال المتعلقة بمعيرة اللغة الأمازيغية، وخاصة في مجالي المعجم والنحو.
- تقعيد كتابة اللغة الأمازيغية.
- إنجاز معجم أساسي للغة الأمازيغية.
- وضع المصطلحات المتعلقة بالمفردات المتخصصة الحديثة.
- تدوين وجمع رصيد المعاجم التقليدية، المتخصصة منها والعامة.

### مركز البحث الديداكتيكي والبرامج البيداغوجية
وحدة البحث الديداكتيكي - وحدة البرامج البيداغوجية
المدير: بودريس بلعيد
أهداف المركز: تفعيل البحث في الميدان الديداكتيكي وإنجاز برامج تربوية تساعد على دمج الأمازيغية في النظام التربوي، وذلك بالتعاون مع الوزارات والمؤسسات المعنية.

### مركز الدراسات التاريخية والبيئية
وحدة الدراسات التاريخية - وحدة الدراسات البيئية
المدير: محمد حمام
أهداف المركز: وضع إستراتيجية بحث تهدف إلى إعادة الاعتبار للمكون الحضاري والثقافي المحلي، وذلك بتشجيع الدراسات والأبحاث التاريخية والأثرية.
الإسهام في الحفاظ على الموروث الثقافي الأمازيغي وإظهار أهميته خصوصا في الجانب المهاراتي منه واستخدامه في المجال الجغرافي الوطني.
القيام بجرد دقيق لما يحتويه المجال الطبيعي النباتي والحيواني المغربي المعرض للانقراض بغية الحفاظ عليه وتنميته.

### مركز الدراسات الأنثروبولوجية والسوسيولوجية
وحدة الدراسات الأنثروبولوجية - وحدة الدراسات السوسيولوجية
المدير: الحسين وعزي
اختصاصات المركز:
- القيام بدراسات أنتربولوجية وسوسيولوجية حول المعطيات والظواهر الاجتماعية.
- القيام بدراسات حول التواصل الثقافي والاتصالات داخل المجتمع.
- جمع معطيات التراث المادي وغير المادي بتعاون مع مراكز المعهد ومع المؤسسات المعنية.
- المساهمة في وضع برامج التكوين بتعاون مع باقي مراكز البحث بالمعهد.

### مركز الدراسات الأدبية والفنية والإنتاج السمعي البصري
وحدة الدراسات الفنية - وحدة الدراسات الدرامية والسمعية البصرية
المدير: محمد صلو
مهام المركز:
- المساهمة في النهوض بالثقافة الأمازيغية.
- تشجيع الإنتاج الأدبي والفني والدرامي.
- جمع وتوثيق التراث الثقافي، الأدبي والفني، والمحافظة عليه.

### مركز الترجمة والتوثيق والنشر والتواصل
- وحدة الترجمة
- وحدة التواصل
- وحدة التوثيق والنشر

المدير: الجيلالي السايب
أهداف المركز:
- المساهمة في إشعاع الأمازيغية عن طريق ترجمة نصوص من الأمازيغية إلى لغات أخرى.
- ترجمة الكتب والأعمال التي من شأنها التعريف بالثقافة الأمازيغية.
- إعداد مختلف الوثائق ووسائل التواصل.
- تعزيز مكانة اللغة والثقافة الامازيغيتين في الفضاءات الإعلامية.
- تطوير مجالي النشر والتوثيق المتعلق بالأمازيغية.
- إنشاء خزانة مختصة في الأمازيغية.
- خلق بنوك وقواعد معطيات متعلقة بالأمازيغية لغة وثقافة وفنونا وحضارة وتراثا.
- إنشاء علاقات تعاون مع المنظمات والمؤسسات والجمعيات ذات الطابع الثقافي والعلمي التي تعمل في المجالات المماثلة.

### مركز الدراسات الإعلامية وأنظمة الإعلام والتواصل
وحدة شبكات وأنظمة الإعلام - وحدة تدبير الإعلام والتواصل
المدير: زنكوار الحبيب
أهداف المركز:
- اقتراح الأدوات المعلوماتية الملائمة لأهداف المعهد الملكي للثقافة الأمازيغية.
- القيام بدور الاستشارة والدراسة فيما يتعلق بحاجيات المراكز الأخرى داخل المعهد.
- السهر على إدارة وتدبير الشبكات المعلوماتية والهاتفية وعلى صيانة المنشآت والتجهيزات التقنية.
- المساهمة، على المستوى الإعلامياتي، في وضع وسائل الاتصال الداخلي والخارجي للمعهد، من خلال نشر شبكة الأنترنيت وإقامة موقع خاص بالمعهد.
- القيام بدور الوسيط، على المستوى التقني، بين المعهد ووسائل الإعلام.
- وضع آليات التعاون الوطني والدولي في مجال اختصاصاته.

### تحفظ الحركة الأمازيغية
منذ إنشاء المعهد ال قامت بعض الجمعيات الأمازيغية بالتشكيك في دوافع انشاءه ومنها من رفضت التعامل معه كالشبكة الأمازيغية من أجل المواطنة.